# Bolica
Bolica là một chi bướm đêm thuộc họ Erebidae.